# José Zico Prado
José Prado de Andrade (Macaubal, 1º de junho de 1946), mais conhecido como José Zico Prado, é um ferramenteiro e político brasileiro, filiado ao Partido dos Trabalhadores (PT).

## Biografia
Conhecido como Zico, é casado e tem dois filhos. Nascido em Macaubal, no interior do Estado, mora em São Mateus na zona leste de São Paulo. Formado em técnico ferramenteiro, exerceu sete mandatos como deputado estadual, mas sua vida política iniciou muito antes, nos movimentos contra a ditadura militar, na luta por melhores condições de trabalho nas fábricas onde trabalhou como ferramenteiro e na formação do PT, partido do qual é filiado desde a fundação. Ocupou a liderança do PT na Assembleia Legislativa de São Paulo entre 2000 e 2001 e foi secretário de políticas regionais do Diretório Estadual do PT, além de presidente da Comissão Permanente de Agricultura e Pecuária da Assembleia Legislativa.
Em seus mandatos atuou principalmente nas áreas de agricultura e transporte. No transporte, é autor do PL 548/2004, que trata da regulamentação do transporte sob fretamento e o projeto do Bilhete Único Metropolitano, que discute a estrutura da tarifa cobrada na integração dos diversos sistemas de transporte. Na agricultura, está envolvido com o setor sucroalcooleiro, a questão da citricultura, dos créditos e financiamentos do FEAP entre outras demandas relacionadas a produção agrícola no Estado.
Foi vice-presidente das Comissões de Agricultura e Pecuária e de Transportes e Comunicações. Entre as leis de sua autoria, destaca-se a que prevê meia-entrada em eventos culturais para professores da rede pública estadual e a que determina que os postes que dão sustentação à rede elétrica sejam colocados na divisa dos lotes de terreno, na área urbana, sem cobrança pelo poste que vier a ser removido. 
Nas eleições de 2014 recebeu 59.021 votos.